# Gunderido
Gunderido, Gunderico ou Gunderito foi um líder gépida do final do século V e começo do século VI. Quase nase se sabe sobre ele, exceto que formou uma aliança com o rei gépida Traserico de Sírmio nos primeiros anos do século VI, Provavelmente o teor desta aliança era a formação de uma coalizão anti-ostrogótica dos líderes transdanúbios em vista do crescente poder de Teodorico, o Grande (r. 474–526).